# Morten Grunwald
Walter Morten Grunwald, född 9 december 1934 i Odense, död 14 november 2018 i Hellerup, var en dansk skådespelare, regissör och teaterledare. Han har spelat med i alla Olsen-banden filmerna i rollen som Benny Frandsen.
Grunwald gifte sig 1980 med skådespelaren Lily Weiding.

## Filmografi
- Een blandt mange (1961)
- Jetpiloter (1961)
- Løgn og løvebrøl (1961)
- Hvad med os? (1963)
- Døden kommer til middag (1964)
- 5 mand og Rosa (1964)
- Selvmordsskolen (1964)
- Landmandsliv (1965)
- Slå först Freddie! (1965)
- Een pige og 39 sømænd (1965)
- En ven i bolignøden (1965)
- Nu stiger den (1966)
- Huka dej, Fred - dom laddar om! (1966)
- Dyden går amok (1966)
- Smukke Arne og Rosa (1967)
- Fup eller Fakta (1967)
- SS Martha (1967)
- Far laver sovsen (1967)
- I den gröna skog (1968)
- Olsen-banden (1968)
- Soldaterkammerater på bjørnetjeneste (1968)
- Det var en lørdag aften (1968)
- Dage i min fars hus (1968)
- Pigen fra Egborg (1969)
- Olsen-banden på spanden (1969)
- Der kom en soldat (1969)
- Amour (1970)
- I morgen, min elskede (1971)
- Olsen-banden i Jylland (1971)
- Olsen-bandens store kup (1972)
- Olsen-banden går amok (1973)
- Olsen-bandens sidste bedrifter (1974)
- Olsen-banden på sporet (1975)
- Kun sandheden (1975)
- Den dobbelte mand (1976)
- Olsen-banden ser rødt (1976)
- Kassen stemmer (1976)
- Hjerter er trumf (1976)
- Olsen-banden deruda' (1977)
- Olsen-banden går i krig (1978)
- Matador (1978-1981)
- Olsen-banden overgiver sig aldrig (1979)
- Olsen-bandens flugt over plankeværket (1981)
- Olsen-banden over alle bjerge (1981)
- Oviri (1986)
- Mord i mørket (1986)
- Ballerup Boulevard (1986)
- Hipp hurra! (1987)
- Mord i Paradis (1988)
- Olsen-bandens sidste stik (1998)
- Vem kysser dig nu? (1998)